# گیرچتسه (استان اشوی‌داشکسیه)
گیرچتسه (به لهستانی: Gierczyce) یک منطقهٔ مسکونی در لهستان است که در گمینا وویچیخوویتسه واقع شده‌است. گیرچتسه ۴۴۹ نفر جمعیت دارد.